# Mädchenschulhaus (Geisenfeld)

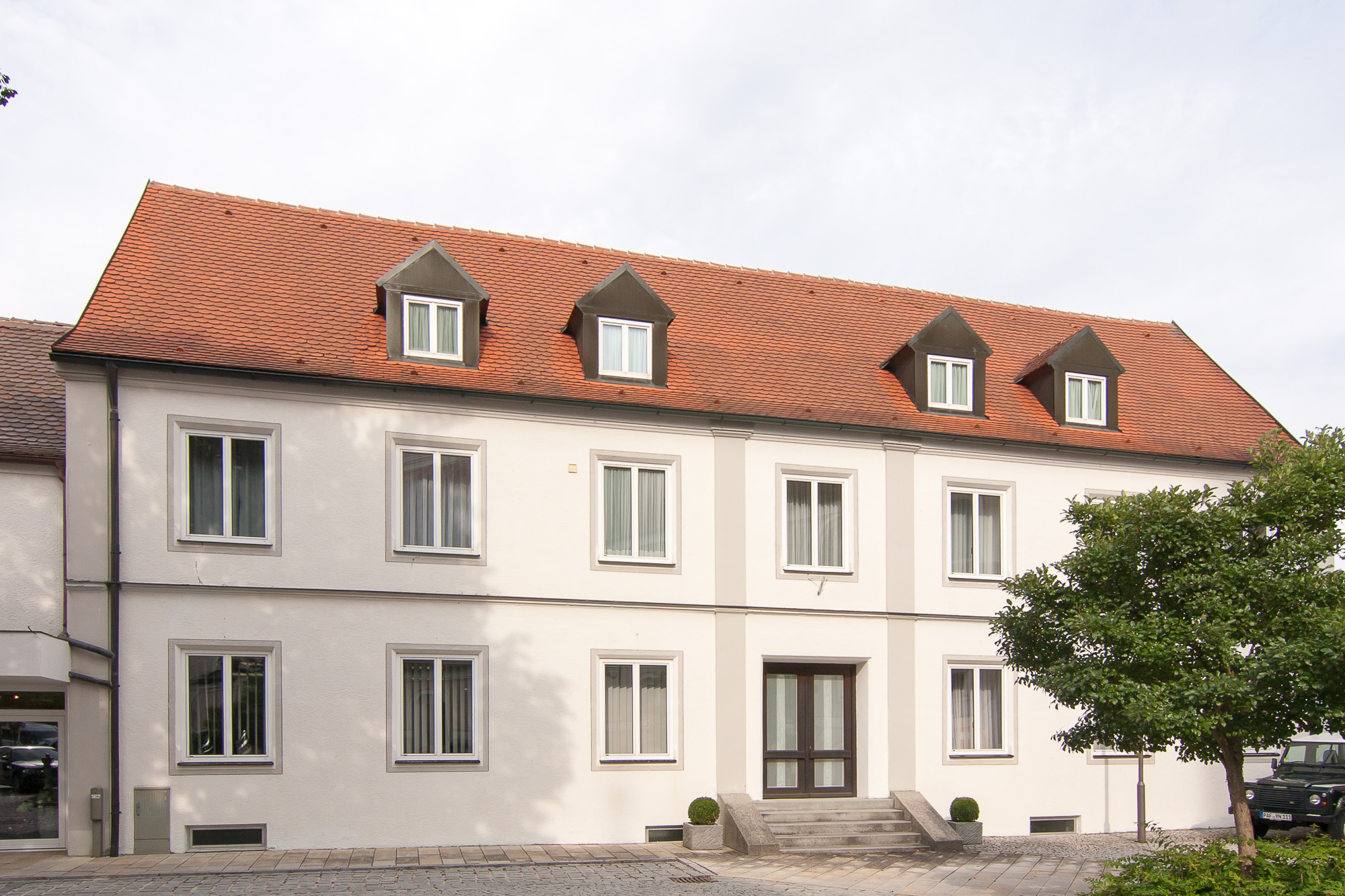
Mädchenschulhaus in Geisenfeld

Das Mädchenschulhaus in Geisenfeld, einer Stadt im oberbayerischen Landkreis Pfaffenhofen an der Ilm, wurde im dritten Viertel des 19. Jahrhunderts errichtet. Das ehemalige  Schulhaus am Kirchplatz 2 gehört zu den geschützten Baudenkmälern in Bayern.
Der zweigeschossige, traufseitige Steilsatteldachbau besitzt eine Lisenengliederung. Der ursprünglich nur eingeschossige Bau wurde 1879 aufgestockt.